# Josu Iriondo
Josu Iriondo (ur. 19 grudnia 1938 w Legazti w Hiszpanii) – amerykański duchowny katolicki pochodzenia hiszpańskiego, biskup pomocniczy Nowego Jorku w latach 2001-2014.

## Życiorys
Święcenia kapłańskie otrzymał w dniu 23 grudnia 1962. Służył duszpastersko w diecezji San Sebastian (przede wszystkim jako wykładowca seminarium w Onati). Do USA wyemigrował w 1968 i rozpoczął pracę duszpasterską w archidiecezji nowojorskiej. Pracował w wielu miejscowych parafiach, w 1990 został duszpasterzem diecezjalnym Odnowy w Duchu Świętym i kierownikiem miejscowego centrum charyzmatycznego. W 1994 inkardynowany do archidiecezji Nowy Jork, zaś w 1997 został mianowany wikariuszem biskupim dla wiernych języka hiszpańskiego.
30 października 2001 mianowany biskupem pomocniczym Nowego Jorku ze stolicą tytularną Alton. Sakry udzielił mu kard. Edward Egan. Na emeryturę przeszedł 1 lutego 2014.